# Cenobio di San Tomaso
Il cenobio di San Tomaso è stato un luogo di culto cattolico situato nella frazione di Santa Maria del Campo, nel quartiere di San Tomaso, nel comune di Rapallo nella città metropolitana di Genova.  
I ruderi si elevano sulla sommità di una collinetta, in un terreno privato, il cui abbandono ha determinato la parziale rovina dell'antico impianto romanico del XII secolo.

## Storia

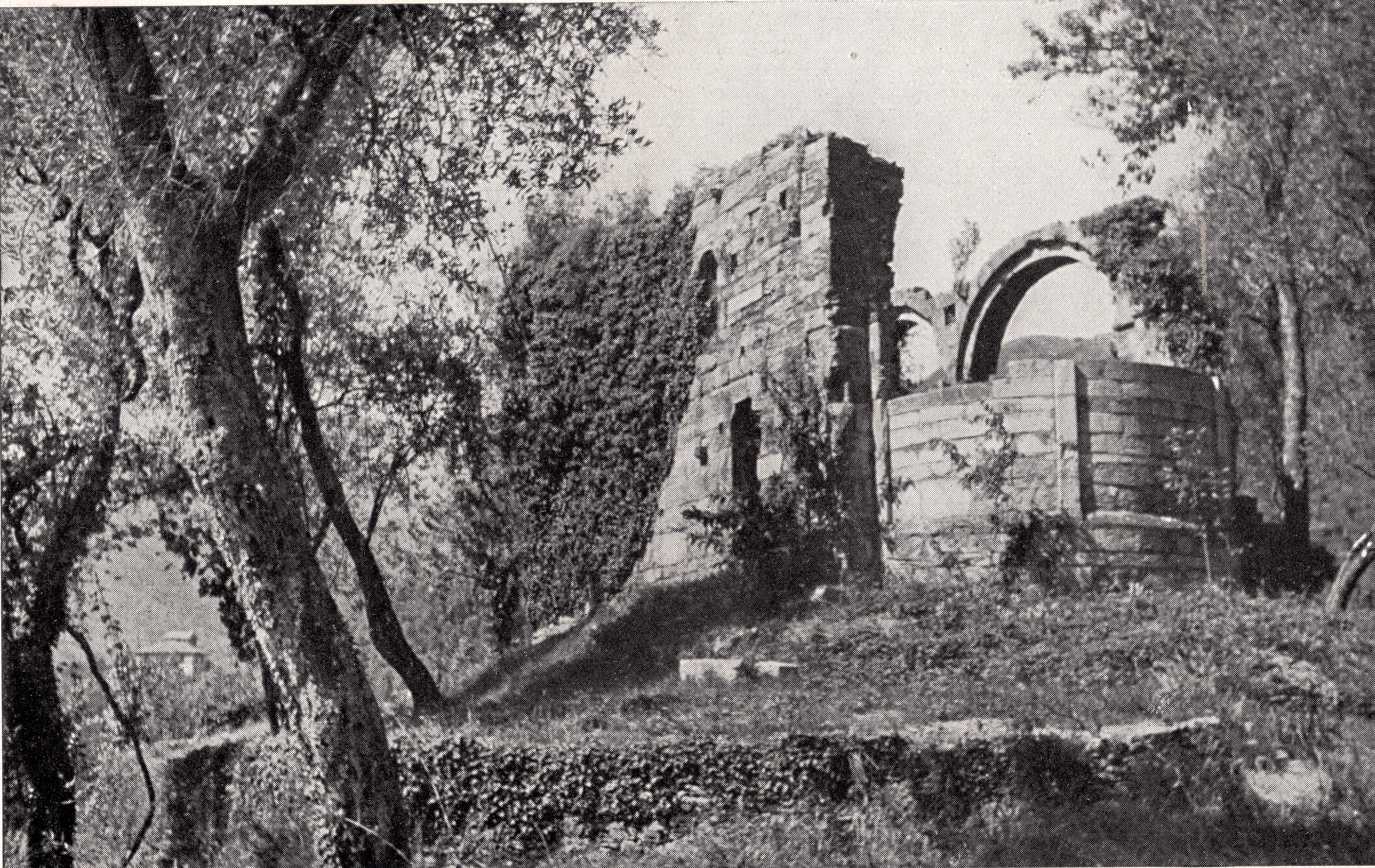
Ruderi della chiesa di S. Tommaso nel 1949

Secondo antichi documenti d'archivio, pazientemente ricercati e studiati dalla storico locale Arturo Ferretto, la fondazione del primitivo monastero pare essere avvenuta in un periodo anteriore al 1160, ancor prima del coevo monastero di Valle Christi presso la frazione rapallese di San Massimo. Un successivo carteggio, datato al 4 febbraio 1161, già cita infatti il complesso in un atto di vendita dei confinanti terreni dei coniugi Malocello. Un'ulteriore prova sull'esistenza del complesso di San Tommaso in tale periodo è la citazione dello stesso in una bolla di papa Alessandro III.
A dar vita alla struttura, sempre secondo gli studi del Ferretto, potrebbero essere state le suore dell'Ordine benedettino del monastero di San Tommaso di Genova, e proprio una badessa, suor Alda, possedeva in quel di Campo (nome antico dell'odierna frazione di Santa Maria del Campo) alcuni terreni. Di certo, come testimonierebbe una successiva bolla di papa Gregorio IX del 3 febbraio 1230, fu egli stesso il possessore del complesso genovese avente, tra i beni fuori le mura, proprio il monastero omonimo rapallese. In alcuni documenti di inizio Duecento viene citata per la prima volta il nome della priora - Anna - e del cappellano Rubaldo (1221).
Un successivo passo per l'ormai radicazione del monastero nella piccola comunità campese è ben descritto in un carteggio del marzo 1247 dove a Lanfranco, rettore del "monastero di San Tommaso del Poggio", le stesse suore ne chiesero ufficialmente l'amministrazione delle terre, degli orti, dei canneti, dei castagneti e relativi beni intorno al complesso; nella pratica, la chiesa di San Tommaso divenne succursale della parrocchiale di Santa Maria del Campo. Al 1451 risale la citazione della nuova badessa, Marietta Grillo, e del capitolo composto da nove religiose.
Nella primavera del 1582 ricevette la visita apostolica di monsignor Francesco Bossi, vescovo di Novara, che, dopo aver verificato lo stato di semi abbandono dell'edificio e la quasi assenza di redditi per il sostentamento, stabilì (o suggerì) la conversione del tempio religioso in uso "profano" con relativa vendita dello stabile; il prezzo ricavato si dovette, però, impiegare ad arbitrio della curia genovese. Curiosamente la sentenza o il consiglio del vescovo novarese fu però ignorata, sia dal popolo e ancor più curiosamente dall'arcivescovo Cipriano Pallavicino, ma modificata quindici anni dopo da monsignor Matteo Rivarola in un breve del novembre 1597. L'arcivescovo genovese, durante una personale visita alla comunità campese e quindi al sito di San Tommaso, ne ordinò una totale distruzione o, in alternativa, una radicale ristrutturazione a cura e a spese della popolazione. Per le risicate finanze della rurale comunità campese si procedette ad attuare una prima vendita delle case canonicali, il cui prezzo servì a finanziare l'ampliamento della locale parrocchiale che ricevette, proprio dal monastero, le due campane.
Forse per una sorta di "sentimento" verso l'antico complesso romanico i campesi, dopo una prima demolizione del tetto, decisero di soprassedere all'ormai avviata opera di distruzione, lasciando il monastero allo stato attuale visibile.

## Descrizione

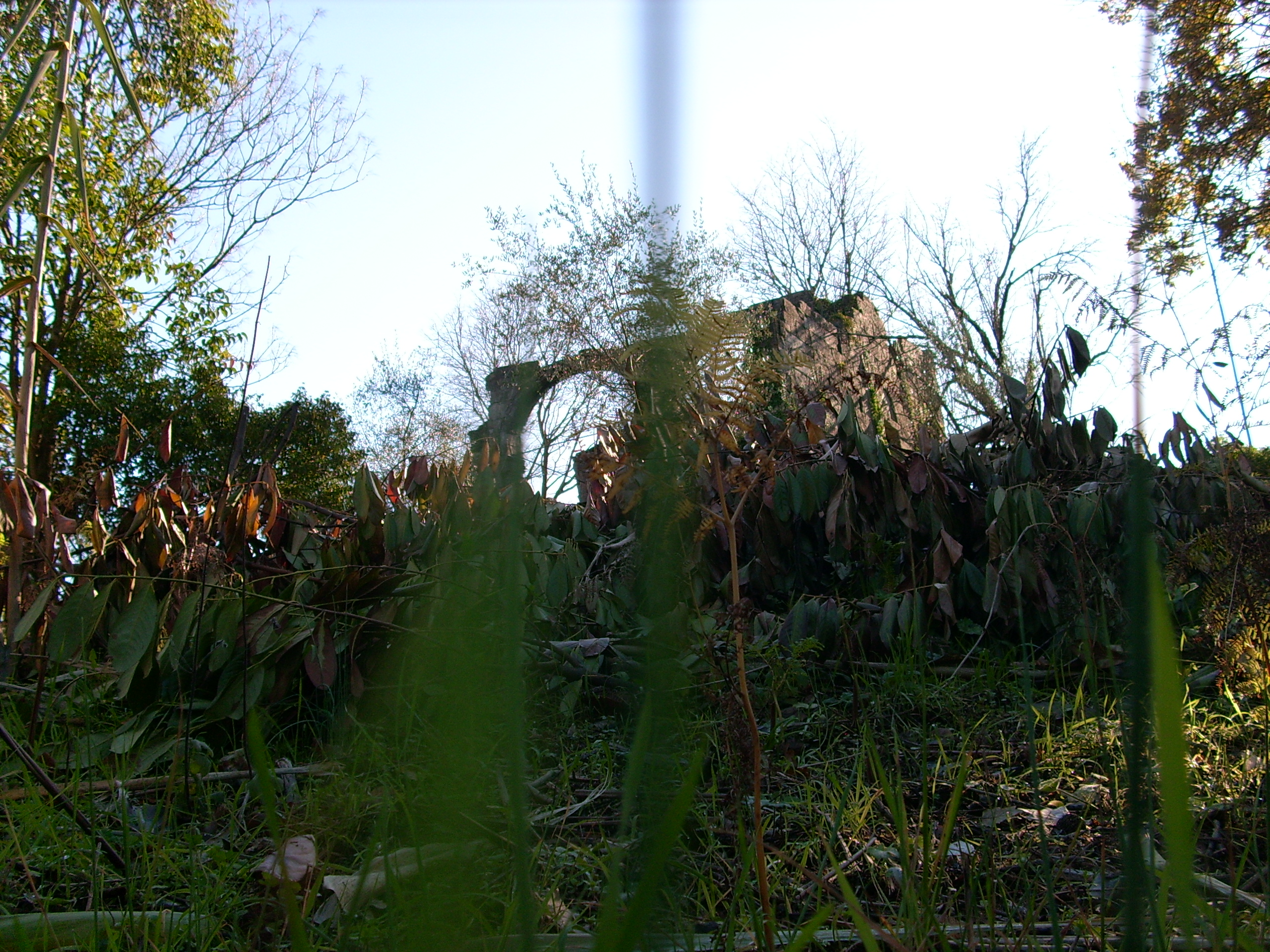
Altro scorcio

La chiesa, secondo alcune ipotesi, doveva avere una struttura interna con la divisione a due navate, uso diffuso durante il medioevo per separare gli uomini dalle donne e bambini, ma assai rara nel territorio. La facciata si presenta incompleta, ma ritenuta comunque singolare e interessante dagli studiosi per la presenza dell'unica e ben conservata porticina asimmetrica. Esiste tuttora un fianco originario e completo della chiesa romanica e anche all'interno sono ben visibili la colonna centrale con i due archi che sostenevano il divelto tetto dividendo in due navate la struttura.
Un restauro del 1924, effettuato dalla Soprintendenza ligure, ha permesso un parziale consolidamento e risistemazione dell'originale abside.